# Xenija Jurjewna Kablukowa
Xenija Jurjewna Kablukowa (russisch Ксения Юрьевна Каблукова, englisch Ksenia Kablukova, wiss. Transliteration Ksenija Jur'evna Kablukova; * 16. Juni 1998 in Tschaikowski, Region Perm) ist eine russische Skispringerin.

## Werdegang
Kablukowa begann ihre Profikarriere als Skispringerin in der Saison 2014/15 im Rahmen zweier Wettbewerbe im Continental Cup am 12. und 13. Dezember 2014 in Notodden und erreichte hierbei die Plätze 29 und 37. Nachdem keine weitere Teilnahmen folgten, belegte sie am Ende der Saison in der Gesamtwertung mit zwölf Punkten den 44. Rang. Am 5. und 6. September 2015 nahm Kablukowa mit zwei Springen in Tschaikowski das erste Mal am Sommer-Grand-Prix 2015 teil. Hierbei wurde sie zweimal 27. und erreichte damit mit acht Punkten Platz 38 in der Gesamtwertung.
Am 12. und 13. Dezember 2015 debütierte Kablukowa im Rahmen zweier Wettbewerbe in Nischni Tagil im Weltcup, wo sie die Plätze 34 und 35 erreichte. Insgesamt erreichte sie durch vier Top-30-Platzierungen am Ende der Saison 2015/16 mit zwölf Punkten den 44. Platz in der Gesamtwertung. Bei den Nordischen Junioren-Skiweltmeisterschaften 2016 in Râșnov belegte Kablukowa im Einzelwettbewerb den zehnten Rang, im Teamwettbewerb erreichte sie mit der russischen Mannschaft nur den achten Platz. Zwei Jahre später gewann sie bei den Titelkämpfen 2018 mit der russischen Mannschaft die Silbermedaille.
Kablukowa besuchte in ihrer Geburtsstadt Tschaikowski die Sportschule „Start“, ehe sie an das Olympische Sporttrainingszentrum in der Oblast Moskau wechselte.

## Erfolge

### Continental-Cup-Siege im Einzel
| Nr. | Datum           | Ort        | Typ           |
| --- | --------------- | ---------- | ------------- |
| 1.  | 25. Januar 2020 | Rena       | Normalschanze |
| 2.  | 9. Februar 2020 | Brotterode | Großschanze   |

## Statistik

### Weltcup-Platzierungen
| Saison  | Platz | Punkte |
| ------- | ----- | ------ |
| 2015/16 | 44.   | 012    |
| 2016/17 | 36.   | 058    |
| 2017/18 | 43.   | 013    |
| 2018/19 | 41.   | 030    |
| 2019/20 | 44.   | 007    |

### Grand-Prix-Platzierungen
| Saison | Platz | Punkte |
| ------ | ----- | ------ |
| 2015   | 38.   | 008    |
| 2016   | 42.   | 001    |
| 2018   | 31.   | 018    |

### Continental-Cup-Platzierungen
| Saison  | Sommer | Sommer | Winter | Winter | Gesamt | Gesamt |
| Saison  | Platz  | Punkte | Platz  | Punkte | Platz  | Punkte |
| ------- | ------ | ------ | ------ | ------ | ------ | ------ |
| 2014/15 | —      | —      | 45.    | 002    | 56.    | 002    |
| 2016/17 | 36.    | 012    | —      | —      | 50.    | 012    |
| 2017/18 | —      | —      | 24.    | 052    | 42.    | 052    |
| 2019/20 | 53.    | 032    | 01.    | 385    | 01.    | 417    |
| 2020/21 | —      | —      | 02.    | 120    | 02.    | 120    |
| 2021/22 | —      | —      | —      | —      | 21.    | 171    |